# HMS Vanguard (23)
O HMS Vanguard foi um couraçado operado pela Marinha Real Britânica, o último navio de seu tipo construído no mundo e o maior já construído pelo Reino Unido. Seu batimento de quilha ocorreu em outubro de 1941 nos estaleiros da John Brown & Company na Escócia e foi lançado ao mar em novembro de 1944, sendo comissionado na frota britânica em maio de 1946, um ano depois do fim da Segunda Guerra Mundial. Era armado com uma bateria principal composta por oito canhões de 381 milímetros montados em quatro torres de artilharia duplas, tinha um deslocamento carregado de mais de 52 mil toneladas e conseguia alcançar uma velocidade máxima de trinta nós (56 quilômetros por hora).
A Marinha Real, no início da década de 1940, esperava ficar em inferioridade numérica diante de uma força combinada de couraçados alemães e japoneses, assim encomendou a construção da Classe Lion. Entretanto, a demora na construção das torres de artilharia triplas de 406 milímetros que seriam usadas nos navios adiaria sua finalização até pelo menos 1943. Por outro lado, havia torres e canhões de 381 milímetros suficientes para que um couraçado com projeto modificado fosse completado antes do previsto. Mesmo assim, a construção do Vanguard foi paralisada repetidas vezes durante a guerra e seu projeto alterado, fazendo com que ele só pudesse ser finalizado depois do fim do conflito.
O couraçado completou seus testes marítimos no final de 1946 e no início do ano seguinte transportou o rei Jorge VI e sua família para a primeira visita oficial de um monarca reinante à África do Sul. O navio e tornou a capitânia da Frota do Mediterrâneo em 1949 e pelo restante de sua carreira geralmente atuou como a capitânia de qualquer unidade que fosse designado para servir. O Vanguard se envolveu em vários exercícios de treinamento junto com forças da OTAN no início da década de 1950 e participou em 1953 de uma revista naval em celebração à coroação da rainha Isabel II. Foi colocado na reserva naval em novembro de 1955 e descomissionado em junho de 1960, sendo desmontado em 1962.

## Desenvolvimento
Ficou claro para a Marinha Real Britânica no início de 1939 que os dois primeiros couraçados da Classe Lion não poderiam ser entregues antes de 1943 e que a construção de outros seriam necessárias para igualar couraçados alemães e japoneses já em construção. A principal restrição era a limitada capacidade para a construção de torres de artilharia e canhões de 406 milímetros. Usar montagens já existentes de 380 milímetros oferecia a possibilidade de contornar esse problema e permitir a construção de um único couraçado mais rapidamente do que uma embarcação da Classe Lion. As torres tinham sido originalmente construídas para os cruzadores de batalha HMS Courageous e HMS Glorious na Primeira Guerra Mundial, mas removidas quando estes navios foram convertidos em porta-aviões na década de 1920. A fim de economizar tempo, o projeto da Classe Lion foi modificado para acomodar quatro torres e os trabalhos preliminares começaram em julho de 1939. Uma popa quadrada foi mantida porque estimou-se que ela melhoraria a velocidade em potência máxima em 0,33 nó (0,61 quilômetro por hora). Isto fez do Vanguard o único couraçado britânico com popa quadrada.
Os trabalhos de projeto foram suspensos em 11 de setembro de 1939, logo depois do começo da Segunda Guerra Mundial, porém foram retomados em fevereiro de 1940 depois de Winston Churchill, o Primeiro Lorde do Almirantado, ter expressado interesse no navio. O projeto foi modificado para aumentar a proteção contra estilhaços de projéteis nas laterais não protegidas do casco, a blindagem do armamento secundário foi aumentada para resistir a bombas semiperfurantes de 230 quilogramas, enquanto a espessura do cinturão de estilhaço adiante e após o cinturão principal foi reduzida em 12,7 milímetros para compensar. Uma pequena torre de comando foi adicionada na parte traseira da superestrutura e quatro montagens de Projéteis Fixos foram adicionadas para complementar os 48 canhões de 40 milímetros em montagens óctuplos já planejadas.
Questões mais urgentes forçaram uma nova suspensão dos trabalhos preliminares em junho, porém foram retomados em outubro, com o projeto sendo novamente modificado devido a recentes experiências na guerra. Uma capacidade de combustível maior foi adicionada e a blindagem melhorada, mas essas alterações aumentaram o calado a ponto de ultrapassar o limite de 10,4 metros do Canal de Suez. Assim, a espessura do cinturão de blindagem foi reduzida em 25 milímetros para economizar peso, mas o principal método para reduzir o calado foi aumentar a boca em 76 centímetros. Isto excedia os limites das docas de Rosyth e Plymouth, o que muito reduzia o número de docas que poderiam lidar com a embarcação, porém essas mudanças foram aprovadas em 17 de abril de 1941 pelo Comissariado do Almirantado. O Vanguard já tinha sido encomendado em 14 de março sob o Programa Emergencial de Guerra de 1940, porém os desenhos só foram entregues para o estaleiro da John Brown & Company dez dias depois.
O projeto do navio foi alterado novamente em 1942, agora com a construção já em andamento, a fim de refletir as lições aprendidas pela perda do HMS Prince of Wales e operações com outros couraçados. A distância longitudinal entre as duas hélices internas e as duas externas foi aumentada de 10,2 para 15,7 metros com o objetivo de reduzir a chance de um único torpedo destruir os eixos das duas hélices de um lado, enquanto calhas de acesso estanque foram adicionadas em todos os espaços abaixo da linha d'água para impedir inundações progressivas através de portas e escotilhas estanques abertas, como aconteceu com o Prince of Wales. Estas mudanças e a relocação de algumas salas de manuseio de munição de 133 milímetros do convés inferior para o convés do meio adiou a finalização do navio. O requisito de que a primeira torre de artilharia pudesse disparar diretamente à frente a uma elevação de zero graus foi abandonada a fim de permitir o aumento de sua borda livre na dianteira, com sua proa tendo sido redesenhada para que fosse menos propensa a molhar e espirrar água em mares bravios. O suprimento de combustível aumentou de 4,5 para 4,93 mil toneladas com o objetivo de evitar escassez de combustível, como havia acontecido com o HMS Rodney e HMS King George V em maio de 1941 durante a perseguição ao couraçado alemão Bismarck. As montagens de Projéteis Fixos foram removidas e a bateria antiaérea leve aumentou para 76 canhões de 40 milímetros em uma montagem quádrupla e novo óctuplos e 24 canhões Oerlikon de 20 milímetros em doze montagens duplas. Espaço para essas armas foi librado ao remover os dois hidroaviões, catapulta e equipamentos relacionados.

## Projeto

### Características

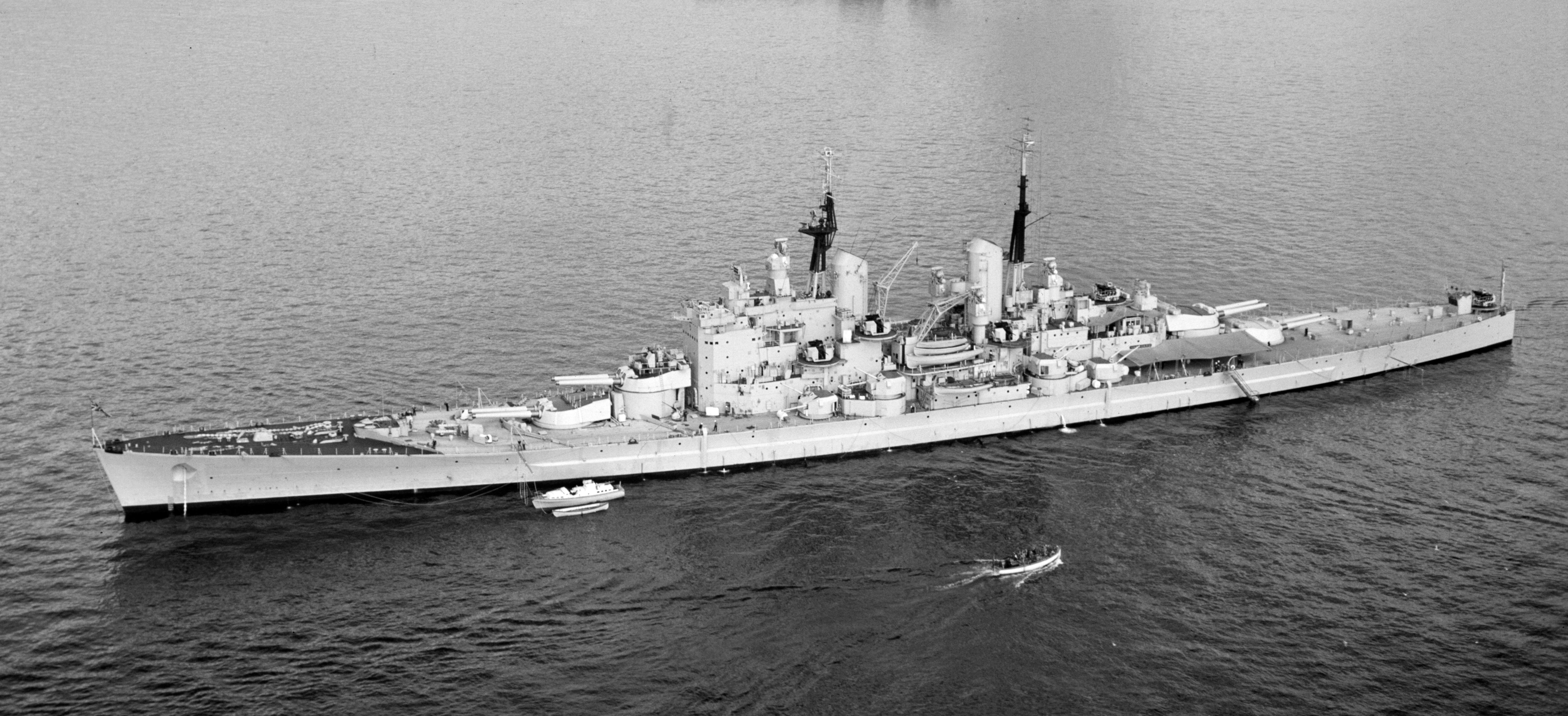
O Vanguard em setembro de 1952

O Vanguard tinha um comprimento de fora a fora de 248,2 metros, uma boca de 32,8 metros e calado de até onze metros. Seu deslocamento padrão era de 45,2 mil toneladas e o deslocamento carregado era de 52 250 toneladas. O navio era muito maior que seus predecessores da Classe King George V, sendo 15,2 metros mais comprido e com um deslocamento de por volta de 6,1 mil toneladas maior. O Vanguard teve um sobrepeso de 2,2 mil toneladas, o que ampliou a diferença. Ele tinha um fundo duplo de 1,5 metros de profundidade e era subdividido em 27 compartimentos principais por anteparas estanques.
Os couraçados da Classe King George V tinham sido construídos praticamente sem nenhuma curvatura na proa para que a primeira torre de artilharia pudesse disparar a uma elevação de zero grau, porém isto fazia com que os navios molhassem muito na frente. Para evitar esse problema, o Vanguard foi reprojetado com uma curvatura significativa na proa. Foi considerado uma embarcação muito boa de se navegar e era capaz de manter uma quilha nivelada mesmo em mares bravios. Sua altura metacêntrica carregado era de 2,5 metros.
Como capitânia, em 1947, a tripulação era de 115 oficiais e 1 860 marinheiros. Ar-condicionado foi instalado em muitos dos espaços de controle e isolamento com asbesto foi colocado em áreas expostas das laterais, como conveses em anteparas. Aquecimento a vapor para seus armamentos, instrumentos, posições de vigia e outros equipamentos permitia que a embarcação operasse no Ártico. Um Centro de Informações de Ação ficava abaixo do convés blindado e podia rastrear aeronaves ao redor.

### Propulsão
Os maquinários para quatro hélices da Classe Lion foram duplicados com salas de máquinas e caldeiras alternadas no Vanguard a fim de economizar tempo. O navio tinha quatro conjuntos de turbinas a vapor Parsons de redução única em salas de máquinas separadas. Cada conjunto tinha uma turbina de alta-pressão e outra de baixa-pressão, que giravam uma hélice de 4,5 metros de diâmetro. As turbinas eram alimentadas pelo vapor vindo de oito caldeiras Admiralty em quatro salas de caldeiras, que trabalhavam a uma pressão de 350 libras-força por polegada quadrada (25 quilogramas-força por centímetro quadrado) e uma temperatura de 371 graus Celsius. Os motores foram projetados para produzirem 131,9 mil cavalos-vapor (97 mil quilowatts) de potência para uma velocidade máxima de trinta nós (56 quilômetros por hora), porém o couraçado conseguir alcançar 137,1 mil cavalos-vapor (101 mil quilowatts) e 31,57 nós (58,47 quilômetros por hora) durante seus testes marítimos em julho de 1946. As hélices originais de três lâminas foram substituídas após os testes por modelos de cinco lâminas em uma tentativa fracassada de melhorar um problema de vibração com as hélices internas.
O Vanguard foi projetado para carregar 4 930 toneladas de óleo combustível e 434 toneladas de diesel, permitindo uma autonomia de 8 250 milhas náuticas (15 280 quilômetros) a uma velocidade de quinze nós (28 quilômetros por hora). Era equipado com quatro turbogeradores de 480 quilowatts e quatro geradores a diesel de 450 quilowatts que proporcionavam um circuito elétrico padrão de 220 volts. Juntos eles podiam gerar 3 720 quilowatts de energia, a produção mais alta de qualquer couraçado britânico.

### Armamentos

Animação mostrando o ciclo de carregamento e disparo para uma torre Marco I e canhão de 381 milímetros

O armamento principal do Vanguard consistia em oito canhões calibre 42 Marco I de 381 milímetros em quatro torres de artilharia hidráulicas duplas, nomeadas de "A", "B", "X" e "Y" da proa para a popa. As torres foram modernizadas com o projeto Marco I(N) RP12, que aumentou sua elevação máxima de vinte para trinta graus, porém os canhões era recarregados a cinco graus. Eles disparavam projéteis de 879 quilogramas a uma velocidade de saída de 749 metros por segundo, o que proporcionava um alcance máximo de 30,68 quilômetros. Os canhões também eram capazes de disparar os mesmos projéteis usando supercargas, o que aumentava o alcance em quatro quilômetros. Sua cadência de tiro era de dois disparos por minuto. Cada canhão tinha cem projéteis a disposição.
As torres de 381 milímetros tinham sido projetadas durante uma época em que a prática comum era colocar o paiol acima da sala de projéteis, com o custo-benefício de modificar os guindastes de munição para uma arranjo diferente não sendo muito atrativo. Mudanças só foram adotadas depois da Batalha da Jutlândia na Primeira Guerra Mundial, que demonstrou os perigos de expor os paióis a disparos de longa distância. O Vanguard recebeu uma sala de manuseio de pólvora acima da sala de projéteis a fim de imitar o arranjo que os guindastes da torre tinham sido projetados para lidar, enquanto outro conjunto de guindastes movia as cargas propelentes dos depósitos de munição para a sala de manuseio de pólvora. As cargas eram guardas em invólucros para reduzir sua exposição ao fogo.
O armamento secundário tinha dezesseis canhões de duplo-propósito calibre 50 Marco I de 133 milímetros em oito torres de artilharia duplas. Elas podiam abaixar até cinco graus negativos e elevar até setenta graus. As armas disparavam projéteis altamente explosivos de 36,3 quilogramas a uma velocidade de saída de 814 metros por segundo. As torres RP10 do Vanguard eram totalmente automáticas, com sistema de rotação e elevação controlados por radar e permitindo uma cadência de tiro de dezoito disparos por minuto. Os canhões tinham um alcance máximo de disparo de 22 quilômetros. Cada arma tinha 391 projéteis a disposição.
A defesa antiaérea para curta-distância tinha de 73 canhões Bofors de 40 milímetros em diferentes tipos de montagens. Havia sessenta canhões em dez montagens elétricas sêxtuplas concentradas ao redor da superestrutura e da popa, uma montagem duplas instalada no alto da torre de artilharia "B" e onze montagens únicas também elétricas no convés superior e parte de trás da superestrutura. Todas essas montagens podiam abaixar até dez graus negativos e elevar até noventa graus. O Bofors disparava projéteis de 89 gramas a uma velocidade de saída de 880 metros por segundo e a um alcance máximo de 9,83 quilômetros. Sua cadência de tiro era de aproximadamente 120 disparos por minuto. Não havia espaço suficiente para armazenar a quantidade padrão de 1 564 projéteis por arma, assim no Vanguard era de apenas 1 269 projéteis por canhão. Duas das montagens únicas foram removidas em 1949 e outras cinco durante uma reforma em 1954. Todas as outras montagens múltiplas foram removidas pouco depois.

### Controle de disparo
O Vanguard era único dentre os couraçados britânicos pois possuía um controle remoto para suas baterias principal, secundária e antiaérea junto com uma mesa de controle de disparo Marco X para controle de disparo de superfície para as armas principais. Havia duas torres de controle para os canhões de 381 milímetros, cada uma equipada com um radar de controle de disparo Tipo 274 para estabelecimento de distância e avistamento do local de queda dos projéteis. Cada torre de controle podia controlar todas as quatro torres de artilharia, enquanto a torre "B" podia controlar as torres "A" e "X". Esta última podia controlar apenas a torre "Y". Havia quatro torres de controle norte-americanas Marco 37 para os canhões de 133 milímetros, cada uma equipada com dois domos do radar de artilharia Tipo 275. Cada montagem sêxtupla de Bofors tinha um diretório de curta-distância separado instalado junto com um radar Tipo 262, porém o conjunto completo desses diretórios nunca foi instalado. As montagens únicas tinham um radar Tipo 262 colocado na própria montagem. Outros conjuntos de radares incluíam um Tipo 960 de procura aérea e de superfície, um Tipo 293 de indicação de alvo e um Tipo 277 de indicação de altura. Quando as torres de artilharia principais foram modernizadas, seus telêmetros de 4,6 metros foram substituídos por modelos de 9,1 metros em todas as torres, com exceção da "A", e receberam controle remoto apenas no azimute. As torres também receberam equipamentos desumidificantes e isolamento para melhorar as condições internas.

### Blindagem

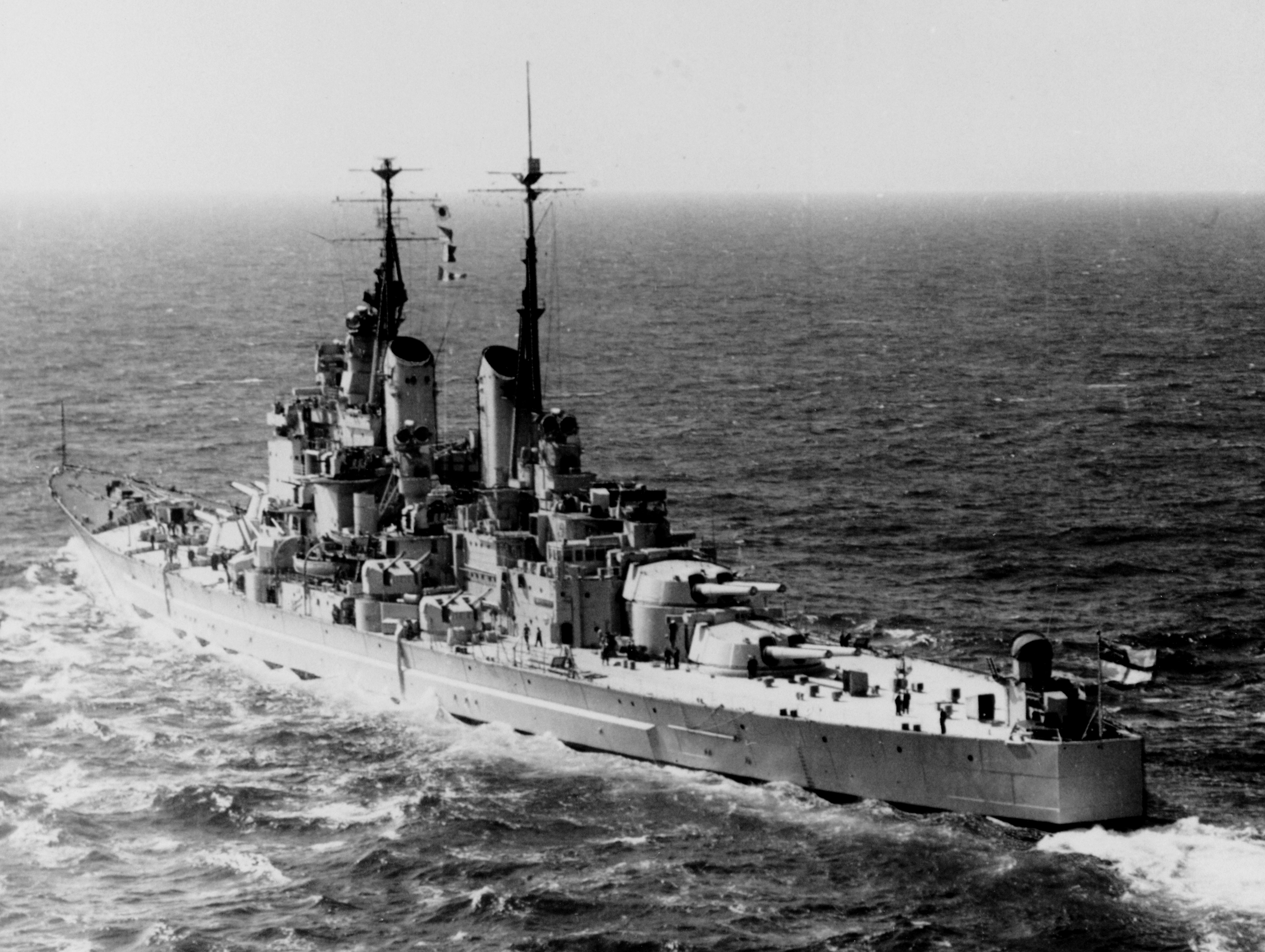
O Vanguard com seu cinturão de blindagem visível acima da linha d'água

O esquema de blindagem foi baseado naquele da Classe King George V, com um cinturão principal mais fino na linha d'água e uma proteção contra estilhaços maior. O cinturão principal tinha 140,2 metros de comprimento, sendo composto por aço cimentado Krupp de 330 milímetros de espessura, porém aumentado para 356 milímetros nas áreas dos depósitos de munição. Tinha 7,3 metros de altura e sua espessura diminuía para 114 milímetros na extremidade inferior do cinturão. Anteparas transversais de 305 milímetros fechavam a cidadela blindada, porém o cinturão continuava até quase as extremidades do couraçado. Na dianteira ele terminava com uma espessura de 51 milímetros e altura de 2,4 metros, enquanto na popa ficava com a mesma espessura mas com altura de 3,4 metros. Havia uma antepara transversal de 102 milímetros na extremidade traseira do compartimento de direção. Anteparas de 38 milímetros não cimentadas foram adicionadas nas laterais dos paióis depois da Batalha do Estreito da Dinamarca em 1941 para protegê-los de estilhaços de quaisquer acertos de projéteis em mergulho que pudessem penetrar na lateral abaixo do cinturão.
As placas frontais das torres de artilharia foram substituídas por novas de 330 milímetros quando elas foram modernizadas, enquanto as placas do teto foram substituídas por versões não cimentadas de 152 milímetros. As laterais permaneceram com a espessura entre 180 e 230 milímetros. As barbetas também tinham 330 milímetros de espessura, porém ela diminuía para 279 a 305 milímetros na extremidade inferior. As torres dos canhões de 133 milímetros tinham uma blindagem lateral e de teto de 64 milímetros de espessura. Os guindastes de munição eram protegidos por blindagem entre 51 e 152 milímetros.
A proteção do convés do Vanguard era idêntica àquela da Classe King George V e tinha a intenção de resistir ao impacto de bombas perfurantes de 450 quilogramas jogadas a uma altura de 4,3 quilômetros. Ela consistia em uma blindagem não cimentada de 152 milímetros sobre os depósitos de munição e 127 milímetros sobre as salas de máquinas. A proteção continuava adiante além da cidadela blindada no convés inferior. Ele terminava na proa em degraus que diminuíam de 127 para 64 milímetros. Na popa, protegia os equipamentos de direção e os eixos das hélices com blindagem de 114 a 64 milímetros. Os britânicos, diferentemente de alemães, franceses e norte-americanos, deixaram de acreditar que uma blindagem espessa para a torre de comando servia para algum propósito, pois a chance do local ser atingido era pequena; assim, a torre de comando do Vanguard tinha uma blindagem de 76 milímetros na frente e 64 milímetros nas laterais e atrás. A torre de comando secundária tinha 51 milímetros nas laterais.
A proteção subaquática foi aprimorada depois do navio ter sido reprojetado em 1942 com o objetivo de refletir as lições aprendidas com o Prince of Wales, que foi afundado por torpedeiros japoneses. Ele ainda era formado por um sistema de três camadas de compartimentos vazios e com líquidos que tinha a intenção de absorver a energia de uma explosão subaquática. Ele ficava  preso por dentro por uma antepara de 44 a 38 milímetros. Seus tanques de combustível ampliados reduziram os espaços vazios que poderiam ser inundados e deixariam o navio suscetível a adernamentos, assim uma provisão maior foi dada para que esses espaços pudessem ter seus conteúdos bombeados para fora. As anteparas longitudinais do sistema de proteção lateral foram elevadas em um convés para que os espaços atrás do cinturão principal de blindagem pudessem ser subdivididos ainda mais. O sistema de proteção subaquática tinha uma profundidade máxima de 4,6 metros, porém este valor diminuía bastante em direção de cada extremidade da embarcação. Descobriu-se que o sistema, no decorrer do comprimento da cidadela, era capaz de resistir a explosões de até 450 quilogramas de trinitrotolueno.

## História

### Construção

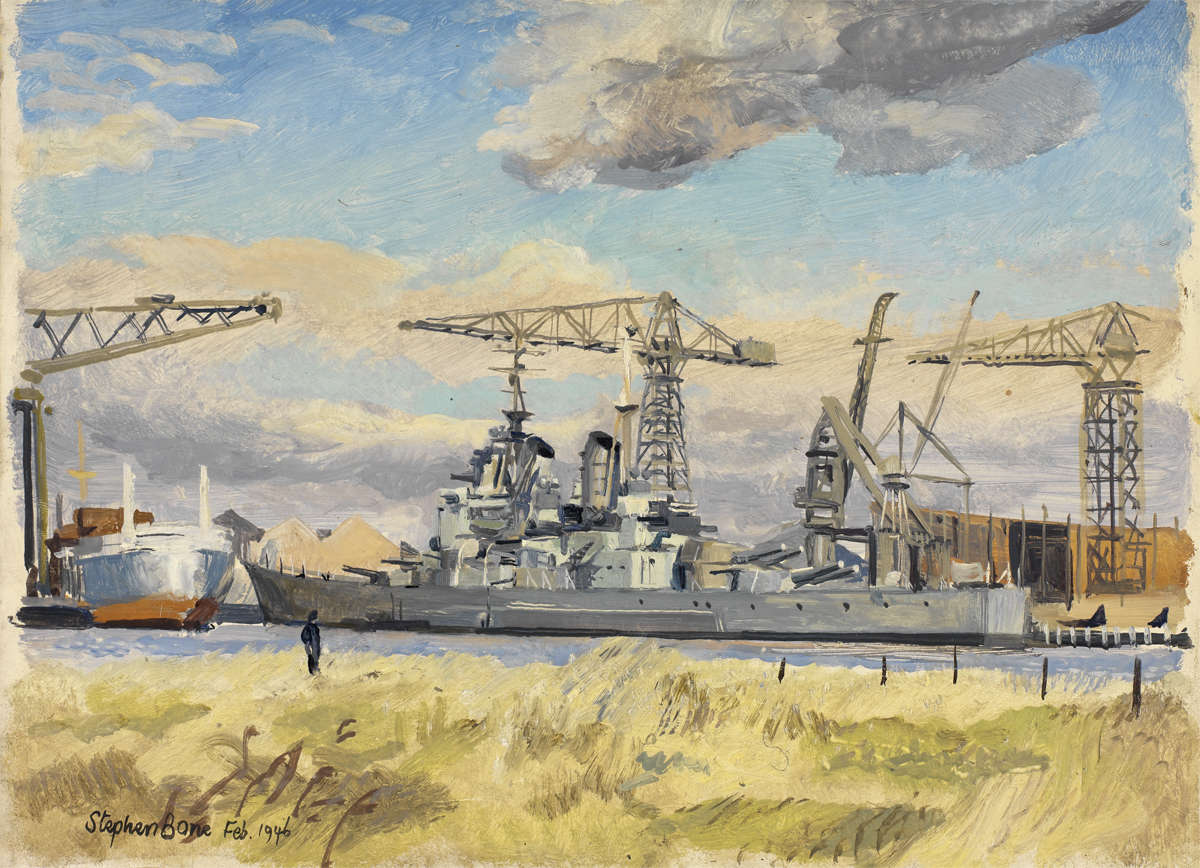
Pintura de Stephen Bone do Vanguard durante sua equipagem

O batimento de quilha do Vanguard ocorreu em 2 de outubro de 1941 na John Brown & Company em Clydebank, na Escócia, com o casco de número 567. O navio recebeu uma prioridade A1 depois da invasão japonesa da Malásia em dezembro, com as construções do cruzador rápido HMS Bellerophon e de alguns navios mercantes sendo paralisadas na esperança de acelerar a construção do couraçado para que ficasse pronto até o final de 1944. Entretanto, isso não foi possível pela escassez de trabalhadores qualificados. Dessa forma, seu lançamento ao mar só ocorreu em 30 de novembro de 1944, com a cerimônia sendo presidida pela princesa Isabel, fazendo do Vanguard o primeiro navio que ela batizou. A princesa foi presenteada com um broche de diamante em formato de rosa para celebrar a ocasião. Dois trabalhadores foram mortos e outros seis feridos quando uma explosão ocorreu durante o processo de equipagem em 16 de setembro de 1945. O capitão William Agnew assumiu o comando em 15 de outubro. O final das hostilidades depois da rendição do Japão reduziu a necessidade de novos navios de guerra e assim o Vanguard só foi comissionado em 12 de maio de 1946. O custo de construção foi de 11 530 503 de libras esterlinas, incluindo 3 186 868 de libras para a modernização do armamento principal.

### Serviço ativo

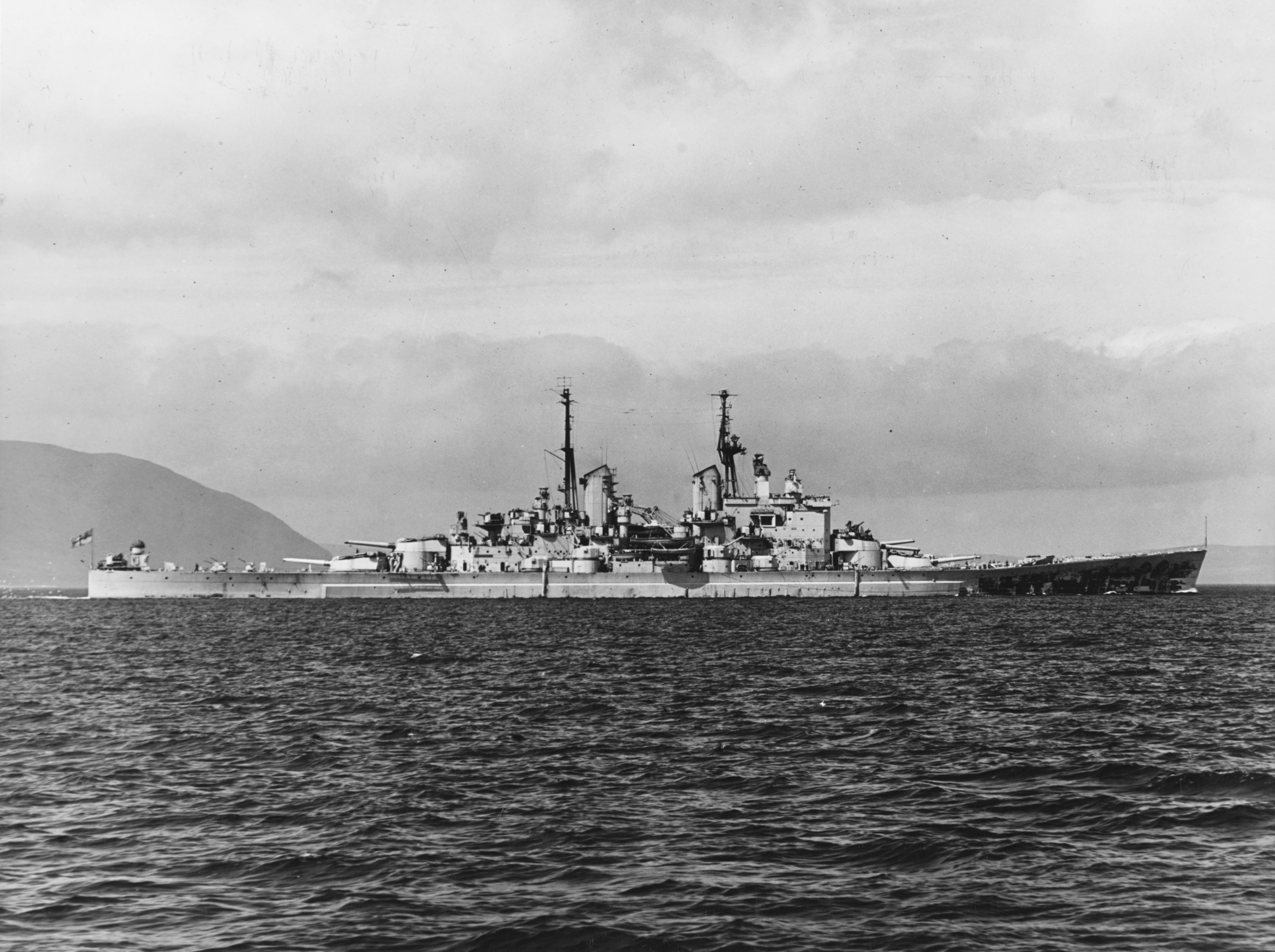
O Vanguard c. 1947

O navio passou vários meses realizando testes marítimos e treinos até agosto, quando começou a passar pelas modificações necessárias para atuar como iate real para uma viagem oficial até a África do Sul. A suíte do almirante foi reformada em acomodações para a Família Real e sua equipe, enquanto as armas antiaéreas no alto da torre de artilharia "B" foram substituídas por uma plataforma de saudação. Agnew foi promovido a contra-almirante em 8 de janeiro de 1947. As alterações foram finalizadas em dezembro e o Vanguard fez um cruzeiro pelo Oceano Atlântico e parou em Gibraltar na viagem de volta. A embarcação se encontrou com a Frota Doméstica em 1º de fevereiro escoltada pelos contratorpedeiros HMS Orwell, HMS Obedient, HMS Offa, HMS Opportune e HMS Rotherham, recebendo uma salva de 21 tiros liderada pelos couraçados HMS Nelson e HMS Duke of York, além do porta-aviões HMS Implacable. Um helicóptero Sikorsky R-4 pousou a bordo na mesma manhã para coletar correspondências e fotografias.
O Vanguard chegou na Cidade do Cabo em 17 de fevereiro, escoltando pelas fragatas sul-africanas HMSAS Good Hope, HMSAS Transvaal e HMSAS Natal. O rei Jorge VI se tornou o primeiro monarca reinante a visitar a África do Sul na história. Enquanto a Família Real viajava pelo país, o couraçado realizou exercícios com outras embarcações e visitou várias cidades. O navio partiu de volta para casa em 22 de abril e fez breves paradas nas ilhas Santa Helena e Ascensão. O Vanguard chegou em Portsmouth em 11 de maio e o capitão F. R. Parham substituiu Agnew no dia 29. O navio foi para manutenção em Devonport em julho, terminando apenas em agosto de 1948. Durante esse período ele novamente foi encarregado de transportar a Família Real, desta vez para a Austrália e Nova Zelândia, planejada para janeiro de 1949. O couraçado partiu em 31 de agosto para um cruzeiro pelo Mar Mediterrâneo e retornou para Devonport em 12 de novembro. Por volta dessa época, o Vanguard e outros navios grandes foram considerados para conversão para carregarem mísseis antiaéreos, porém nada se deu.

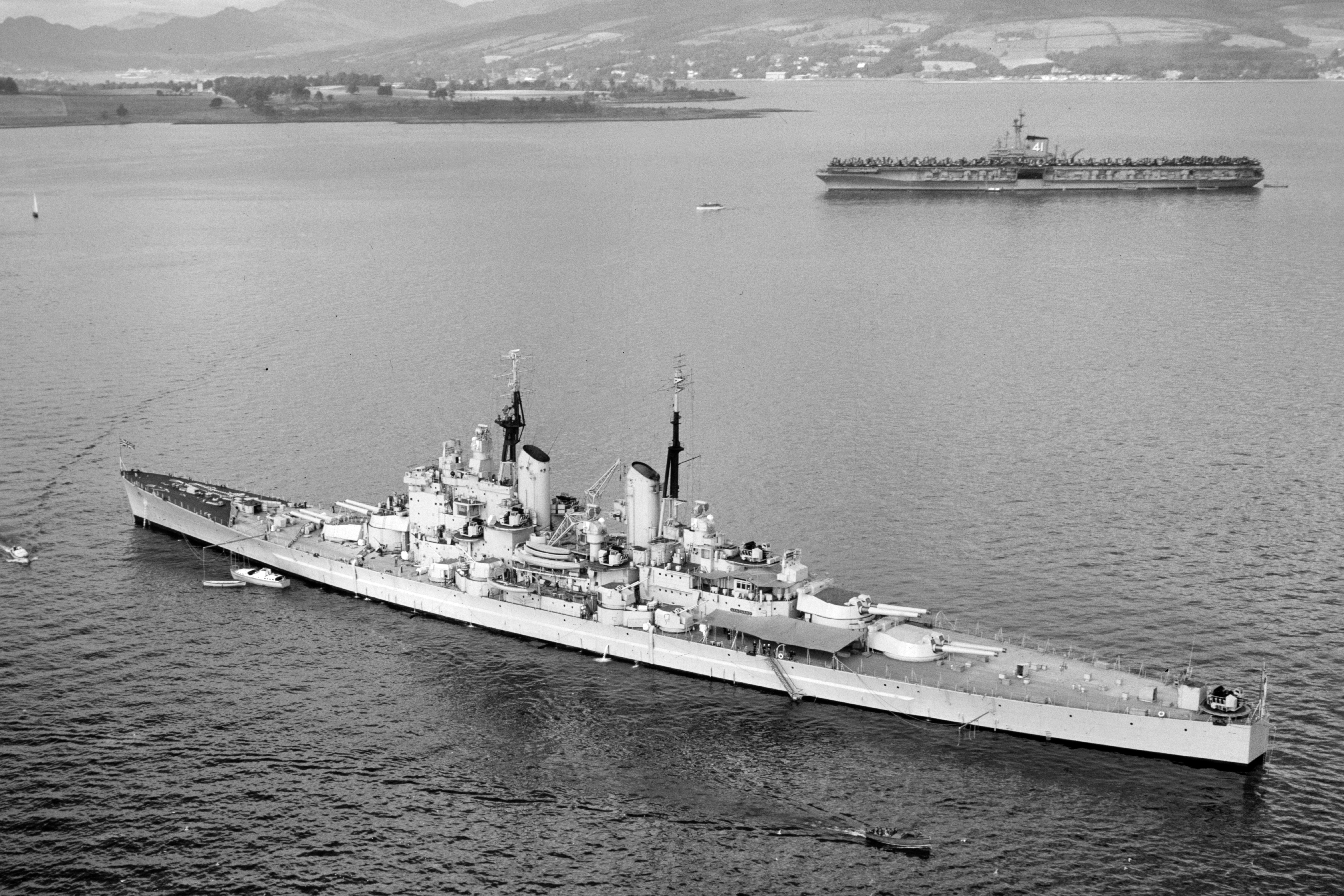
O Vanguard e o durante exercícios em setembro de 1952

Jorge VI estava muito doente e a viagem real foi adiada indefinidamente no final de novembro. O Vanguard tornou-se em 1º de março de 1949 a capitânia do almirante sir Arthur Power, o comandante da Frota do Mediterrâneo. Ele viajou pela região e fez paradas em portos da Argélia, França, Chipre, Líbano, Grécia e Egito, retornando para Devonport em 21 de julho. Parham, agora contra-almirante, foi substituído no comando do couraçado uma semana depois pelo capitão G. V. Gladstone. O navio se tornou a capitânia da Esquadra de Treinamento da Frota Doméstica em 12 de novembro, sob o contra-almirante Edward Evans-Lombe. O Vanguard fez uma pequena viagem para Gibraltar e na volta ajudou o navio mercante francês SS Boffa, cuja carga tinha se desequilibrado durante uma tempestade em 13 de fevereiro de 1950. O Boffa foi rebocado e sua carga redistribuída. A embarcação francesa foi capaz de retomar sua viagem sozinha assim que a tempestade passou. O couraçado chegou na Baía de Weymouth no dia seguinte. Em março ele disparou uma saudação em homenagem a Vincent Auriol, o Presidente da França, que estava em uma viagem de estado ao Reino Unido.
O Vanguard se tornou em 13 de setembro a capitânia do almirante sir Philip Vian, o comandante da Frota Doméstica, e juntou-se ao resto da frota para exercícios no Mediterrâneo, que também tiveram a presença de unidades da Marinha Real Canadense. Vian transferiu sua capitânia para o porta-aviões HMS Indomitable em 19 de dezembro. Os dois navios colidiram em 10 de fevereiro de 1951 enquanto o couraçado estava em uma doca em Gibraltar. O buraco na popa do Vanguard não foi grave e a embarcação voltou a ser a capitânia de Vian pouco depois. O navio realizou manobras com o Indomitable, durante as quais o porta-aviões "afundou" o couraçado, e em seguida visitou Gênova na Itália e Villefranche-sur-Mer na França, retornando para Devonport em 14 de março para breve manutenção. Os trabalhos terminaram em maio e a embarcação novamente tornou-se a capitânia da Esquadra de Treinamento da Frota Doméstica, sob o contra-almirante R. M. Dick. A capitânia foi transferida para o porta-aviões HMS Indefatigable quatro meses depois e o Vanguard entrou em outra reforma para tornar-se a capitânia da Frota Doméstica.

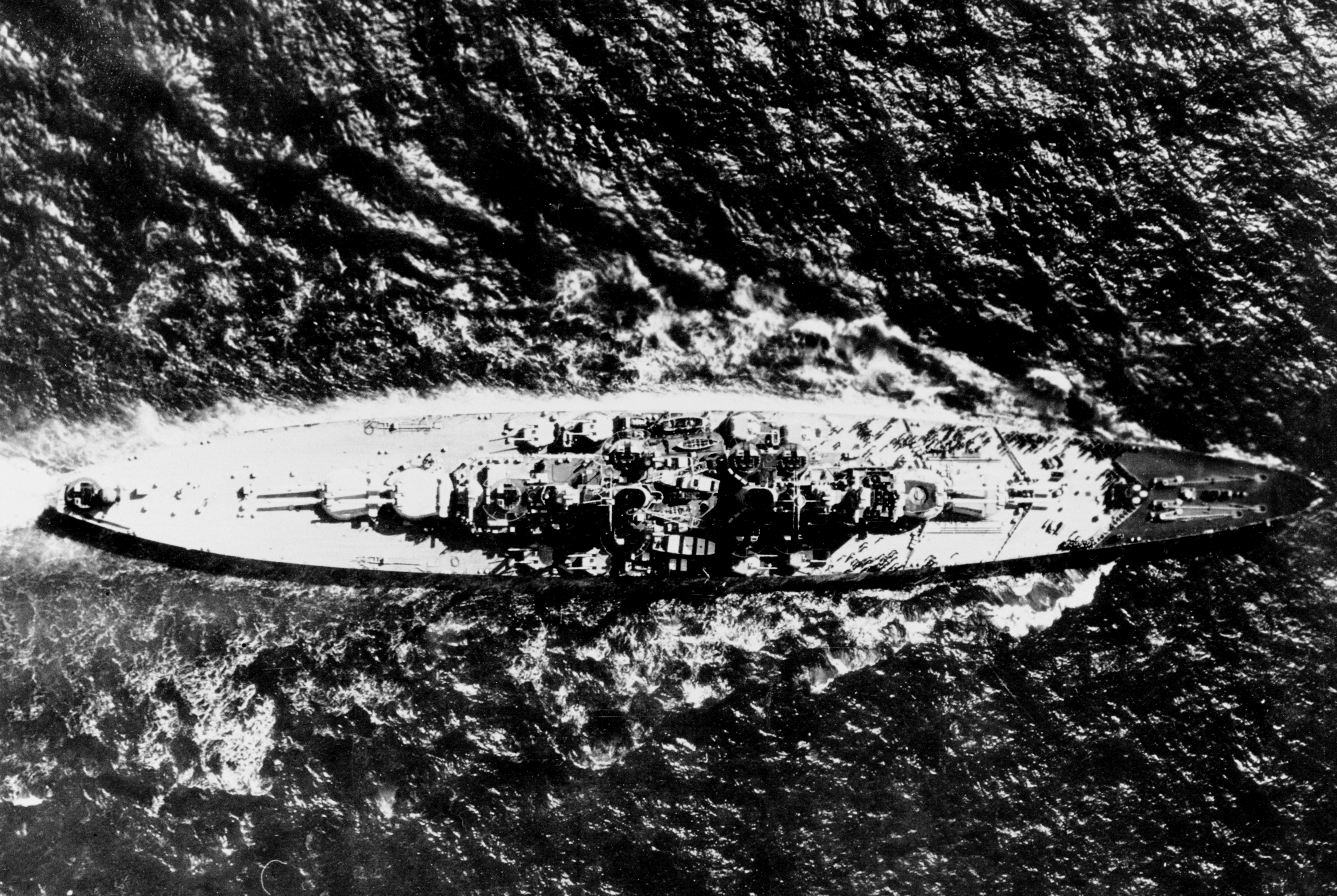
Visão aérea do Vanguard

Foi anunciado em novembro que Jorge VI estava planejando um pequeno cruzeiro para sua saúde a bordo do Vanguard, o que fez com que sua suíte do almirante fosse novamente modificada. O capitão John Litchfield assumiu o comando em 21 de dezembro enquanto o navio estava em reformas, porém o rei morreu em 6 de fevereiro de 1952 antes de poder realizar o cruzeiro. Um destacamento do couraçado participou do funeral e a embarcação partiu no dia 22 para um cruzeiro pós-reforma. O Vanguard realizou exercícios com o Implacable, Indomitable e o lança-minas Apollo, voltando para casa em 29 de março. Tornou-se novamente a capitânia da Frota Doméstica em 13 de maio, sob o almirante sir George Creasy. Por problemas de tripulação e peso, o couraçado operou com a maioria das suas torres de artilharia desocupadas e com munição apenas para quatro canhões principais e munição iluminadora para a bateria secundária. Ele participou de exercícios com a Marinha Real Holandesa e Marinha dos Estados Unidos. O capitão R. A. Ewing assumiu o comando em 19 de janeiro de 1953 e o Vanguard partiu no dia seguinte para reformas em Gibraltar. Os trabalhos terminaram em 2 de março e treinou com unidades da Frota Doméstica até voltar a Portsmouth no dia 25. A embarcação participou da revista naval em celebração à coroação da rainha Isabel II em Spithead em 15 de junho. Em setembro participou do Exercício Mariner, da OTAN, no Estreito da Dinamarca.

### Fim de carreira

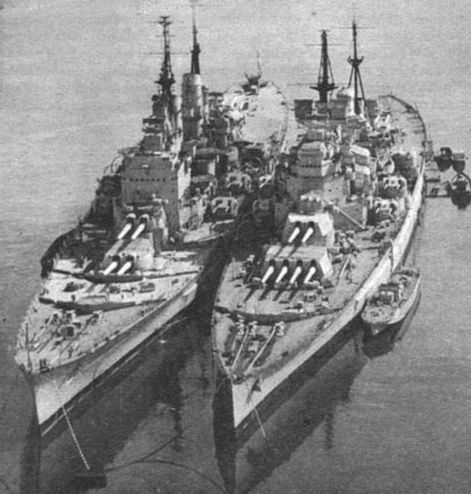
O Vanguard e o na reserva em Davenport c. março–maio de 1956

O almirante sir Michael Denny substituiu Creasy em 5 de janeiro de 1954 e em março o Vanguard participou do Exercício Medflex A com navios holandeses e norte-americanos. Pelo restante do ano participou de exercícios antissubmarino e antiaéreos, além de visitar Oslo e Kristiansand na Noruega e Helsingborg na Suécia. Foi visitado pelo rei Gustavo VI Adolfo da Suécia em 11 de julho e retornou para casa no final do mês. Seguiu para Devonport em 25 de setembro para uma reforma de 220 mil libras. Estimativas orçamentárias de fevereiro de 1955 previam que a embarcação fosse a capitânia da Frota Doméstica para contrapor os cruzadores soviéticos da Classe Sverdlov, porém, em abril, sir Anthony Eden se tornou primeiro-ministro e lorde Louis Mountbatten, 1º Conde Mountbatten da Birmânia o Primeiro Lorde do Mar, tendo sido decidido manter na frota dois cruzadores extras, com o Vanguard indo para a reserva ao final das reformas. Ele se tornou a capitânia da Frota de Reserva em 28 de novembro, sob o vice-almirante Richard Onslow. Imagens do couraçado ancorado em Devonport foram filmadas para os créditos do filme Carry On Admiral, de 1957. Cenas para o filme Sink the Bismarck!, de 1960, foram filmadas a bordo pouco antes dele ser descomissionado, com o Vanguard sendo usado para representar as pontes de comando, aposentos e torres de artilharia dos couraçados Bismarck e HMS King George V, e do cruzador de batalha HMS Hood.
O Almirantado Britânico anunciou em 9 de outubro de 1959 que o navio seria descomissionado e desmontado, pois era considerado obsoleto e muito caro para ser mantido. O Vanguard foi descomissionado formalmente em 7 de junho de 1960 e vendido para a British Iron & Steel Corporation por 560 mil libras. Multidões se reuniram no litoral de Southsea para se despedirem do couraçado em 4 de agosto de 1960, data que a embarcação estava agendada para ser rebocada de Portsmouth para ser desmontada em Faslane. O Vanguard, enquanto estava sendo rebocado para a entrada do porto, escorregou para fora do caminho e encalhou perto de um bar. Cinco rebocadores conseguiram libertá-lo uma hora depois e o navio fez sua última partida de Portsmouth. Ele chegou em Faslane cinco dias depois e o processo de desmontagem terminou em meados de 1962, o último couraçado britânico a ser desmontado.

### Citações
1. ↑   Garzke & Dulin 1980, pp. 274, 281–283, 298–299
2. ↑   Raven & Roberts 1976, p. 321
3. ↑   Raven & Roberts 1976, pp. 321–322
4. 1 2 3   Raven & Roberts 1976, p. 322
5. ↑   Parkes 1990, p. 687
6. ↑   Garzke & Dulin 1980, pp. 285, 291–292
7. 1 2 3   Raven & Roberts 1976, p. 325
8. ↑   Raven & Roberts 1976, pp. 284, 297, 335, 338–339
9. ↑   Garzke & Dulin 1980, pp. 296, 299
10. ↑   Raven & Roberts 1976, pp. 328, 339
11. ↑   Garzke & Dulin 1980, pp. 297, 305
12. 1 2   Raven & Roberts 1976, pp. 334
13. ↑   Garzke & Dulin 1980, p. 299
14. ↑   Garzke & Dulin 1980, p. 298
15. ↑   Campbell 1985, pp. 25, 27
16. 1 2 3 4 5 6 7   Raven & Roberts 1976, p. 339
17. ↑   Garzke & Dulin 1980, p. 290
18. ↑   Garzke & Dulin 1980, p. 291
19. ↑   Campbell 1985, pp. 44, 46
20. ↑   Campbell 1985, pp. 67, 71
21. ↑   Raven & Roberts 1976, p. 327
22. ↑   Garzke & Dulin 1980, p. 292
23. ↑   Raven & Roberts 1976, pp. 325, 327–328, 336–337
24. ↑   Raven & Roberts 1976, p. 328
25. ↑   Garzke & Dulin 1980, pp. 283–284
26. 1 2   Garzke & Dulin 1980, p. 293
27. ↑   Raven & Roberts 1976, pp. 322, 339
28. ↑   Garzke & Dulin 1980, p. 294
29. ↑   Raven & Roberts 1976, pp. 328–329
30. ↑   Garzke & Dulin 1980, pp. 294–295
31. ↑   McCart 2001, pp. 1–2
32. ↑   Raven & Roberts 1976, pp. 322, 325
33. ↑   Chakelian, Anoosh (15 de maio de 2012). «86 Surprising Facts About Queen Elizabeth II». Time. Consultado em 6 de setembro de 2021. Arquivado do original em 24 de maio de 2012
34. ↑   «The Vanguard Rose Brooch». From Her Majesty's Jewel Vault. 14 de março de 2013. Consultado em 6 de setembro de 2021
35. ↑   «Explosion Rips Ship». The San Bernardino Daily Sun. 52. San Bernardino. 17 de setembro de 1945. p. 2
36. ↑   McCart 2001, pp. 9, 13
37. 1 2   McCart 2001, pp. 13–14, 16, 20–21, 26, 29, 32, 34
38. ↑   Pigott 2005, p. 74
39. 1 2   McCart 2001, pp. 42, 45–46, 48–49, 53–54, 56
40. 1 2 3   Pigott 2005, p. 78
41. ↑   Brown & Moore 2003, p. 32
42. ↑   McCart 2001, pp. 54, 56, 60, 62–63, 65
43. ↑   McCart 2001, pp. 67–68
44. ↑   Grove 2005, p. 222
45. ↑   «The Coronation Review, 15 June 1953». Royal Museums Greenwich. Consultado em 7 de setembro de 2021
46. ↑   McCart 2001, pp. 70, 72, 74–75, 79, 82
47. ↑   McCart 2001, pp. 87, 90
48. ↑   McCart 2001, pp. 90, 92–93